# 莫卡辛 (蒙大拿州)
莫卡辛（英語：Moccasin）是位於美國蒙大拿州朱迪斯盆地縣的普查規定居民點。

## 歷史
莫卡辛的郵局於1896年設立，翌年關閉後又於1909年重啟，營運至今。

## 人口
根據2020年美國人口普查的數據，莫卡辛的面積為0.82平方千米，皆為陸地。當地共有人口23人，而人口密度為每平方千米28.05人。